# Voldtimian (slægt)
Voldtimian (Acinos) er en lille slægt med kun én art, som vokser i Mellemøsten, Lilleasien og Europa (herunder også Danmark). Det er énårige urter eller stedsegrønne stauder. Væksten er busket og tæt forgrenet. Bladene sidder korsvist modsat, og de er kortstilkede og ovale eller elliptiske med hel rand (eller tandet rand mod spidsen). Blomsterne sidder i kranse ved de øverste bladhjørner. Kronen danner et rør med tre underlæber. Planterne dufter aromatisk og mynteagtigt. Slægten står meget nær på Sar.
| Beskrevne arter |

- Voldtimian (Acinos arvensis)
- Alpevoldtimian (Acinos alpinus)

| Andre arter |

- Acinos corsicus
- Acinos rotundifolius
- Acinos suaveolens
- Acinos troodi

Nogle systemer anbringer Voldtimian sammen med Sar, og i så fald skal den førstnævnte hedde Satureja acinos.